# 克丽丝蒂·麦克尼科尔
克丽丝蒂·麦克尼科尔（英語：Kristy McNichol，1962年9月11日—），女，美国演员。曾获得黄金时段艾美奖戏剧类电视系列剧最佳女配角。